# 裴氏金線魚
裴氏金線魚（学名：Nemipterus peronii），俗名金線魚，為輻鰭魚綱鱸形目金線魚科的其中一個種。

## 分布
本魚分布於印度西太平洋區，包括東非、紅海、波斯灣、塞席爾群島、馬爾地夫、斯里蘭卡、印度、琉球群島、台灣、中國東海、南海、菲律賓、印尼、越南、馬來西亞、新加坡、泰國、緬甸、安達曼群島、澳洲、帛琉、馬里亞納群島、諾魯、新幾內亞、密克羅尼西亞、馬紹爾群島、新喀里多尼亞等海域。

## 深度
水深17至100公尺。

## 特徵
本魚體呈粉紅色，腹部白色，背鰭第二枚硬棘到第四硬棘的下方，側線開始處，有一狹卵形桃紅色斑；胸鰭、腹鰭、背鰭各鰭均為白色；臀鰭後半為桃紅色；尾鰭深分叉，下葉不延長絲狀。背鰭硬棘10枚、軟條9枚；臀鰭硬棘3枚、軟條7枚。側線鱗片數49至51枚。體長可達26.5公分。

## 生態
本魚棲息在較深具沙泥底質海域，以甲殼類、頭足類為食。

## 經濟利用
食用魚，但味道稍差，適合各種烹調方式。